# Svenskt ponnytravderby
Svenskt ponnytravderby är en svensk ponnytravtävling som anordnas årligen och består av två derbylopp, ett för A-ponnyer och ett för B-ponnyer. Tävlingen är för 4-åriga svenskfödda ponnyer. Ponnyer i kategori A får vara högst 107,0 centimeter i mankhöjd och ponnyer i kategori B är från strax över 107 centimeter till högst 130 centimeter i mankhöjd. Ponnyn måste vara tävlingsregistrerad hos Svenska Ponnytravförbundet. För att köra ponnyer i kategori A ska kusken vara 8-15 år och för att köra ponnyer i kategori B ska kusken vara 13-25 år. Kusken måste ha körlicens.

## Historia
Sedan 1994 har båda loppen gått på Jägersro i Malmö i samband med Svenskt travderby första söndagen i september. Innan dess kördes bara kategori B derbyt på Jägersro och då första gången 1979. Innan dess hade Halmstad travbana haft derbyt i 4 år (1975-1978). Det första derbyt gick på Östersunds travbana 1965 och efter det turnerade loppet runt och har körts på Solvalla, Visbytravet, Mantorp, Jularps ponnytravbana och Kalmartravet. Kategori A derbyt kördes tidigare på Tomelilla ponnytravbana mellan åren 1980-1989 med inställda lopp 1982 och 1984 men efter att ansvarig klubb misslyckats få igång loppet par år kördes 1992 års derby på Mantorps travbana och 1994 flyttades även detta derby till Jägersro.